# Абазинская литература
Абазинская литерату́ра — литература абазин на абазинском языке.
Чекалов Петр Константинович выделяет следующие периоды развития абазинской литературы: период зарождения (1933—1941); период возрождения абазинской литературы в послевоенные годы (1947—1959); период активного развития абазинской литературы (1960-конец 1980-х); период угасания (1990—2019).
Датой рождения абазинской письменности является 1932 год.
До появления письменности на абазинском языке имело место устное творчество. Профессор Института Востоковедения Академии наук СССР А. Н. Генко в 1921 году описал самые первые авторские произведения на абазинском языке — стихотворения Адама Хачукова «Кровопийцами-насильниками замутненный мир» и «О, Кубань, Кубань». В начале 1930-х годов у абазин были авторы-исполнители, которые сочиняли гыбзы.
В 1932 году был утвержден национальный алфавит абазинского языка на латинской основе, который был создан Т.З Табуловым. С 1938 года введен алфавит абазинского языка на основе кириллицы, разработанный профессором Г. П. Сердюченко.
После появления письменности, учебников абазинского язык и хрестоматий абазинская литература начала развиваться. Ввиду того, что отсутствовал оригинальный корпус художественных текстов на абазинском языке учебники составлялись из переводных текстов, адаптированных к национальным особенностям. Первые тексты могли сильно отличаться от переводимых произведений, так что становились почти оригинальными, оставляя от подлинника тему и название.
Одними из первых авторов стали Т. Табулов и Н. Озов, которые до появления абазинской письменности имели опыт написания текстов на черкесском языке и переводов, а также издания учебных пособий для черкесских школ.
С 1933 года в газете «Черкес плиж» публикуются публицистические заметки на абазинском языке, с 1934 года для абазин была выделена вся третья полоса.

## Абазинские авторы
- Джегутанов, Кали Салим-Гериевич (1927—1987)
- Жиров, Хамид Даутович (1912—1972)
- Кешев, Адиль-Гирей (псевдоним Каламбий) (1837—1872)
- Мхце, Керим Леонидович (1949—2001)[4]
- Табулов, Татлустан Закериевич (1879—1956)
- Тхайцухов, Бемурза Хангериевич (1929—2007)
- Цеков, Пасарби Кучукович (1922—1984)
- Чикатуев, Микаэль Хаджиевич (1938—2014)
- Тлябичева, Мира Сахат-Гериевна(1942—2011)